# Луций Постумий Мегелл (консул 305 года до н. э.)
Лу́ций Посту́мий Меге́лл (лат. Lucius Postumius Megellus; умер после 291 года до н. э.) — древнеримский военачальник и политический деятель из патрицианского рода Постумиев, консул 305, 294 и 291 годов до н. э.

## Происхождение
Луций Постумий происходил из древнего патрицианского рода Постумиев.

## Биография
Ливий указывает, что Луций Постумий был курульным эдилом, но год вступления в должность не приводит. В это время Луций Постумий заложил на Палатине храм Виктории.
В 305 до н. э. Луций Постумий был избран консулом совместно с Тиберием Минуцием Авгурином. Оба консула были посланы в Самний: Луций Постумий — на Тиферн, а Тиберий Минуций — на Бовиан. Согласно Ливию, Луций Постумий под Тиферном разбил самнитов и взял в плен 20 000. Но по другой версии, которую также приводит Ливий, после битвы, не принёсшей победу ни одной из сторон, Постумий с легионами отступил в горы. Соединившись с легионами второго консула, римляне разбили самнитов, захватив в плен их командира. После этого римляне начали осаду Бовиана, который вскоре был захвачен. За это консулы удостоились триумфа. В том же году Луций Постумий и его коллега отбили Сору, Арпин и Цезеннию.
В 295 до н. э. Луций Постумий был назначен пропретором. В тот год над Римом нависла угроза вторжения объединенных сил галлов, самнитов, этрусков и умбров. Оба консула отправились воевать в Этрурию, а около Рима были размещены два войска, одно из которых, расположенное близ Ватикана, возглавлял Луций Постумий. Незадолго до битвы при Сентине консулы приказали Луцию Постумию и другому пропретору двигаться к Клузию, разоряя вражеские земли и тем самым подталкивая этрусков и их союзников к началу битвы.
В 294 до н. э. Луций Постумий стал консулом во второй раз совместно с Марком Атилием Регулом. Обоим консулам было предписано воевать в Самнии, но Луций Постумий из-за болезни остался в Риме. Оправившись от недуга, Луций Постумий освятил храм Виктории, заложенный в бытность его эдилом, и отправился в Сору, а оттуда с войском в Самний. В тяжёлом сражении Луций Постумий приступом взял Милионию, после чего двинул войско на Феритру. Но эта крепость и ещё несколько других пали без боя: испугавшись римлян, самниты просто сбежали из своих городов. После этого Луций Постумий совершил переход в Этрурию, где разбил этрусков под Вольсинием и Рузеллой. В результате жители Вольсиния, Перузия и Арретия запросили мира. Римляне и этруски заключили перемирие на сорок лет, к тому же каждый из трёх городов должен был выплатить по 50 000 ассов. За это Луций Постумий просил у сената триумф, получил отказ, но всё же отпраздновал триумф согласно воле народа.
Третье консульство выделяется необычностью, а иногда и экстравагантностью поступков Луция Постумия. Став в конце 292 до н. э. интеррексом, он назначил консулом сам себя. Затем он, не дожидаясь распределения консульских провинций, взял себе Самний. После этого Луций Постумий, выбрав 2 000 солдат, приказал им без топоров очистить от зарослей поля в своём поместье. Отправившись в Самний, он потребовал от Квинта Фабия Максима Гургита — проконсула, назначенного сенатом для продолжения войны, — чтобы тот оставил командование. За Гургита вступился сенат, но, прибыв в лагерь проконсула, Луций Постумий угрозами всё же вынудил того сложить полномочия. Луций Постумий продолжил осаду Коминия, начатую Гургитом, и вскоре взял этот город, а потом и Венузию.
После выборов новых консулов римский народ, не простив Луцию Постумию безумные выходки, осудил его и оштрафовал на 50 000 ассов.